# Ховрино (район Москвы)

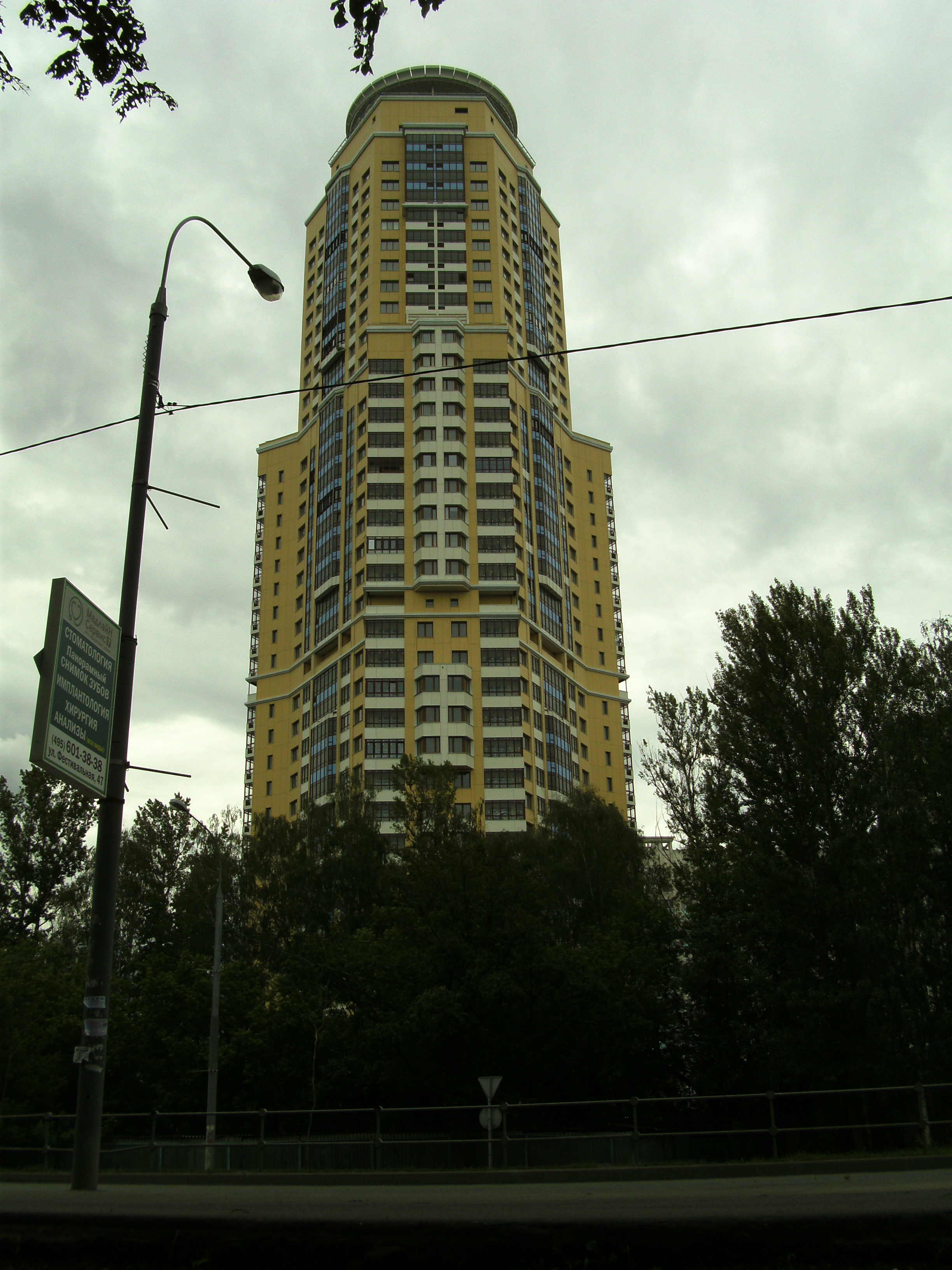
40-этажный жилой дом № 38, корпус № 1 по улице Дыбенко — самое высокое здание в Ховрине. Архитекторы А. А. Попов и А. Н. Горелкин.

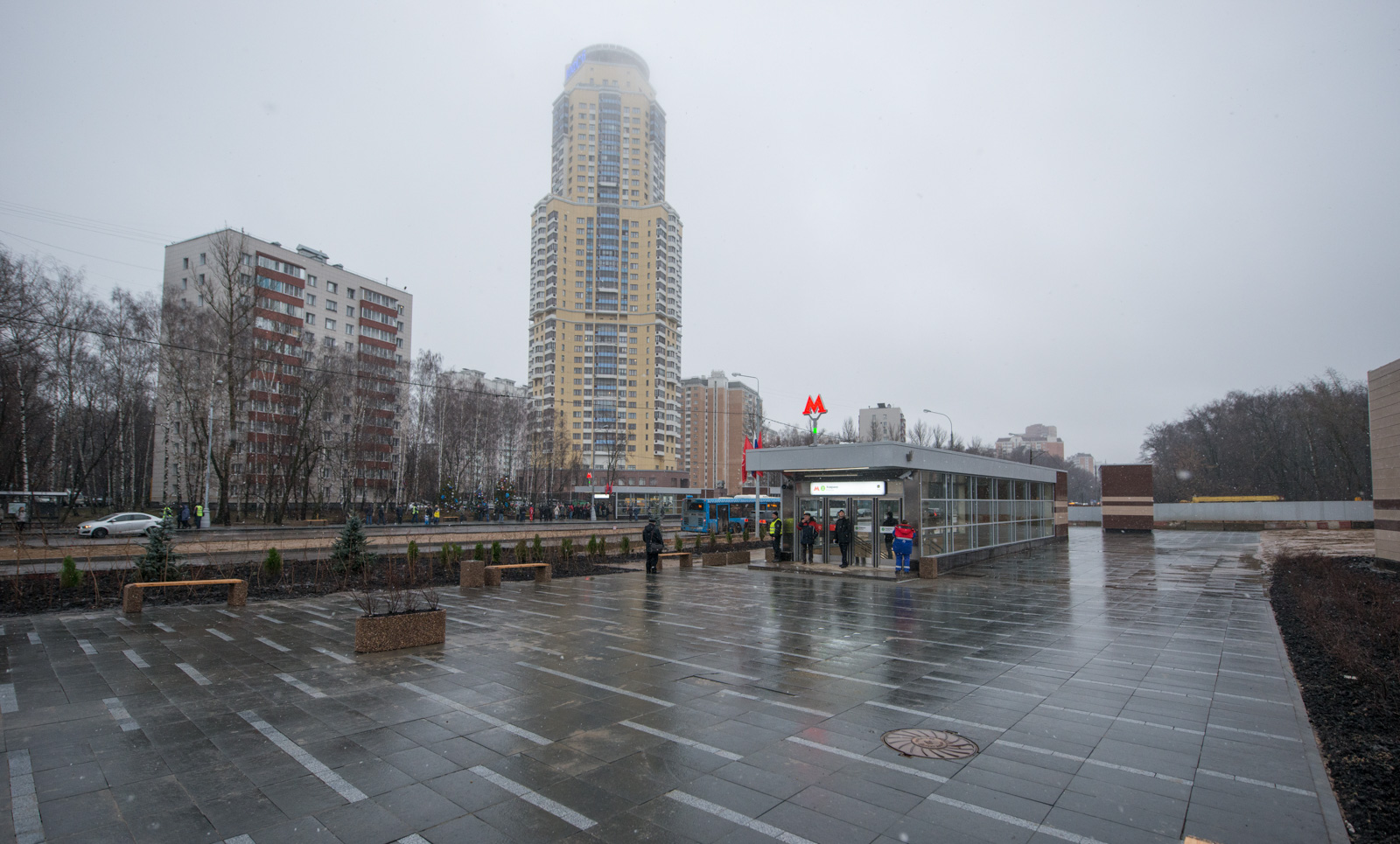
Станция метро «Ховрино», 31 декабря 2017 года.

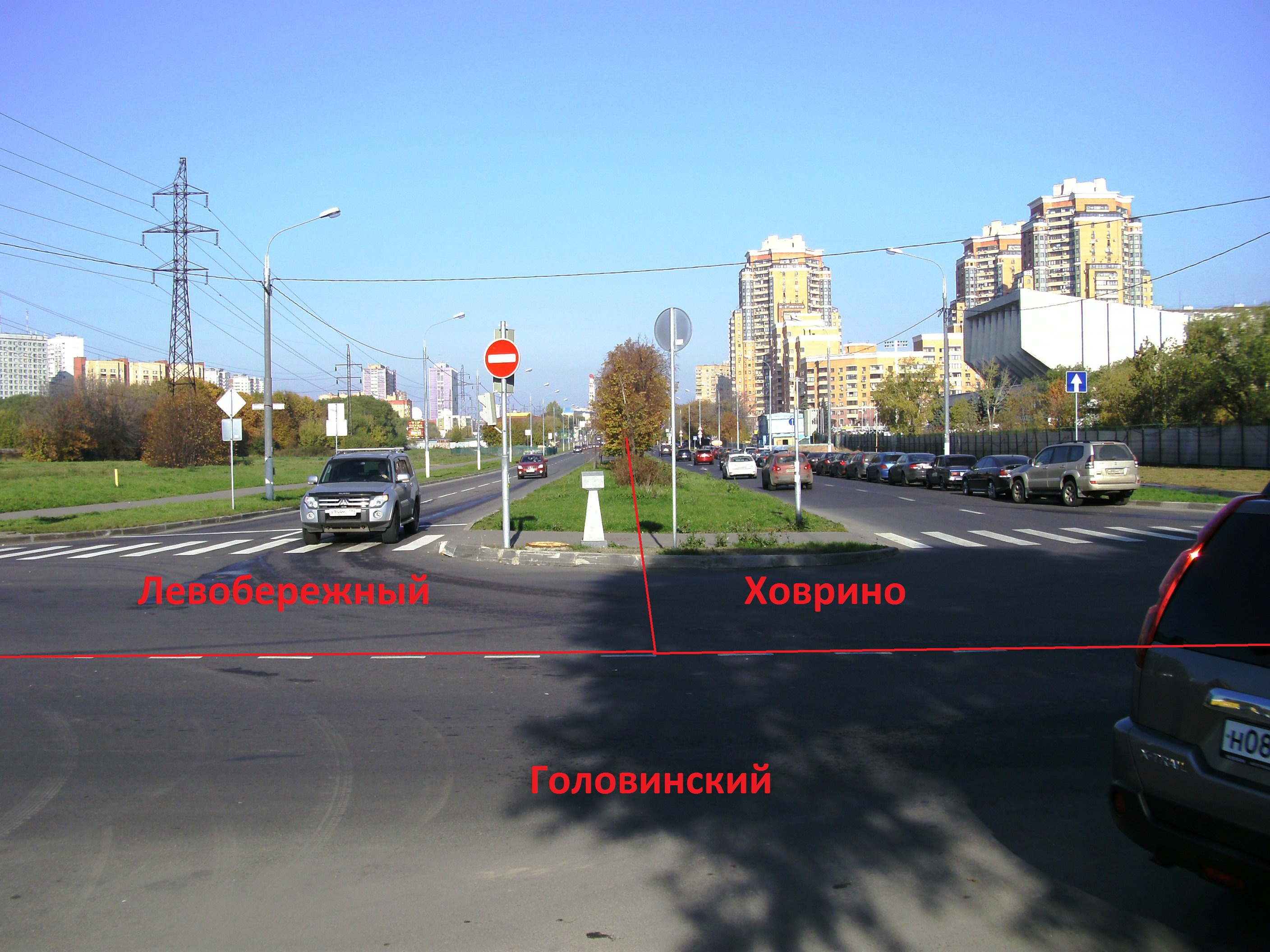
На юго-западе район граничит с районами «Головинский» и «Левобережный». Пересечение улиц Лавочкина (вверху) и Флотской (внизу).

Хо́врино — район в Северном административном округе Москвы и одноимённое внутригородское муниципальное образование.
До реформы 1991 года территория современного района входила в состав Ленинградского района Москвы.

## История
Название села Ховрино связано со старинным и знатным родом Ховриных-Головиных. В XV веке на Руси (в России) появляется много выходцев из соседних стран и государств. Некоторые из них добиваются известного положения при великокняжеском дворе, в том числе и выходец из богатейшего торгового города Сурож (сейчас Судак в Крыму) купец Стефан Васильевич. Он приехал в Москву на рубеже XV—XVI веков.
Прозвище «ховра» (неопрятный, нечистоплотный человек) получил его сын Григорий, активно участвовавший в жизни Московского государства. В истории Москвы он известен строительством каменной церкви Успения в Смоленском монастыре. Он же в 1405 году построил за свой счёт в Симоновом монастыре каменный храм. От Григория Ховры и пошла фамилия Ховрин. Сын его, Владимир, был пожалован в бояре. Естественно, при своем богатстве Григорий Ховра обзавелся под Москвой вотчиной, на месте которой выросло селение Ховрино на реке Лихоборке.
По другой версии, род Ховриных происходит от византийской императорской династии Комнин; фамилия Комнин «оказалась неблагозвучной для русской речи, и её тут же переиначили на Комрин, позднее Ховрин».
Первые упоминания о Ховрино датируются 1585 годом. Заложенная в 1840—1850 годах усадьба Ховрино теперь представляет собой Грачёвский парк, в котором захоронены солдаты и офицеры Панфиловской стрелковой дивизии.
Площадь зеленых насаждений района составляет 322,5 тыс. м². В ведение района отнесён лесной массив от улицы Дыбенко до МКАД — Химкинский лесопарк (в 2013—2015 годах частично вырублен в связи со строительством станции метро «Ховрино» и жилого комплекса Discovery Park), что создает возможности для отдыха жителей района. Здесь же находится гостиничный комплекс «Союз». В районе расположен дворец спорта «Динамо», конно-спортивная база ЦСКА, ледовый дворец «Умка» (детская спортивная школа).
В соответствии с постановлением Правительства Москвы в 1999 году был начат снос 65 пятиэтажных домов, на месте которых до 2009 года планировалось построить 87 многоэтажных (от 14 до 40-этажных) домов.

## Территория и границы
Границы района проходят по улице Флотской, далее по улице Лавочкина, Фестивальной улице, Смольной улице, Беломорской улице, Левобережной улице, безымянному проезду. Далее, пересекая МКАД по городской черте города Москвы, оси полосы отвода Октябрьской железной дороги, осям улиц Фестивальной и Онежской до улицы Флотской. Ховрино граничит с Головинским районом на юге, с районом Западное Дегунино на востоке, с Левобережным на западе.

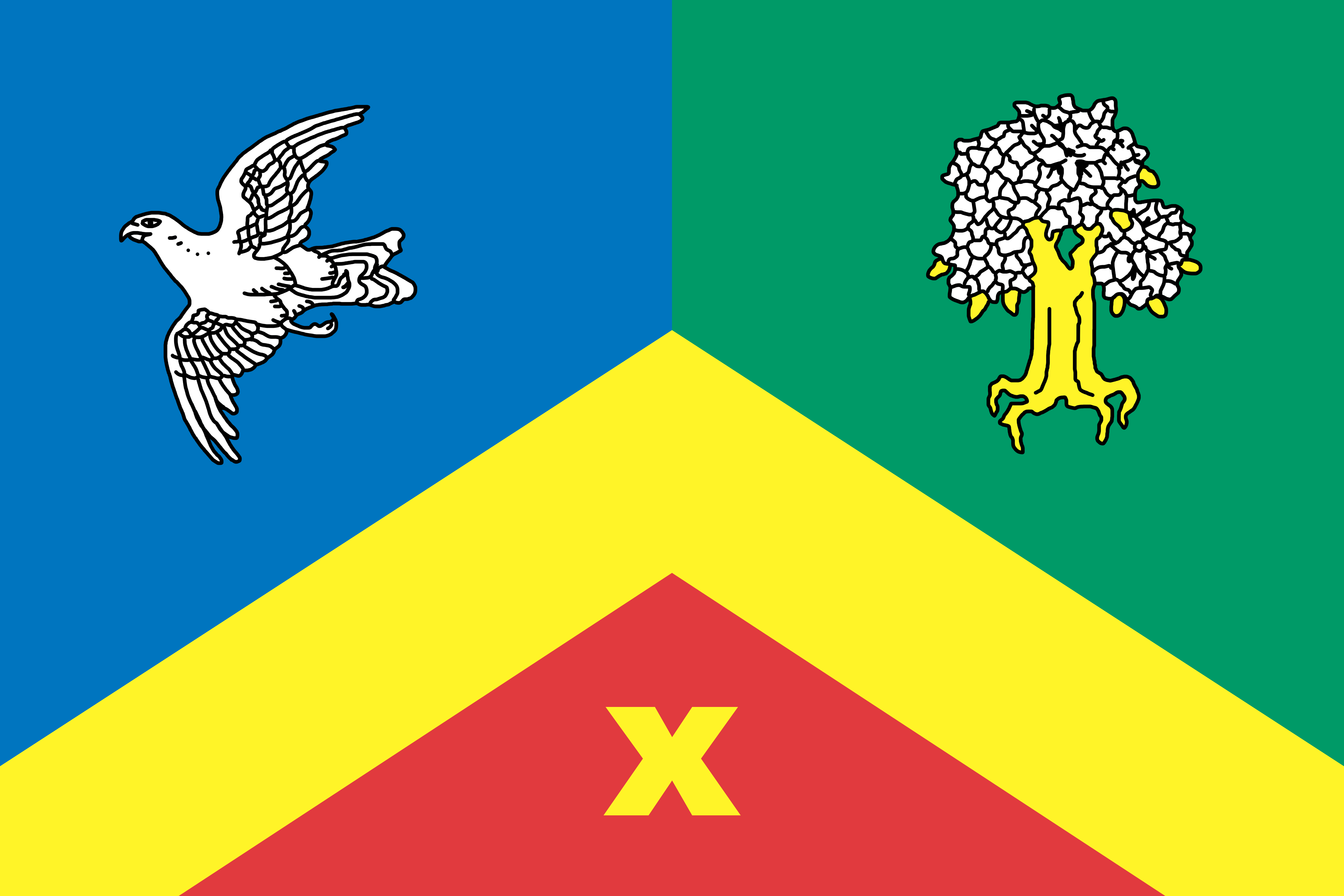
Флаг Ховрина до октября 2023 года
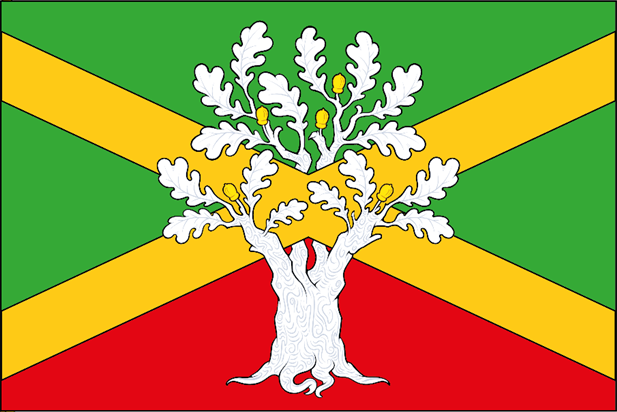
Нынешний флаг Ховрина
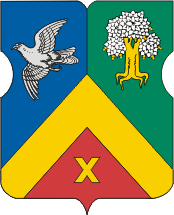
Герб Ховрина до октября 2023 года
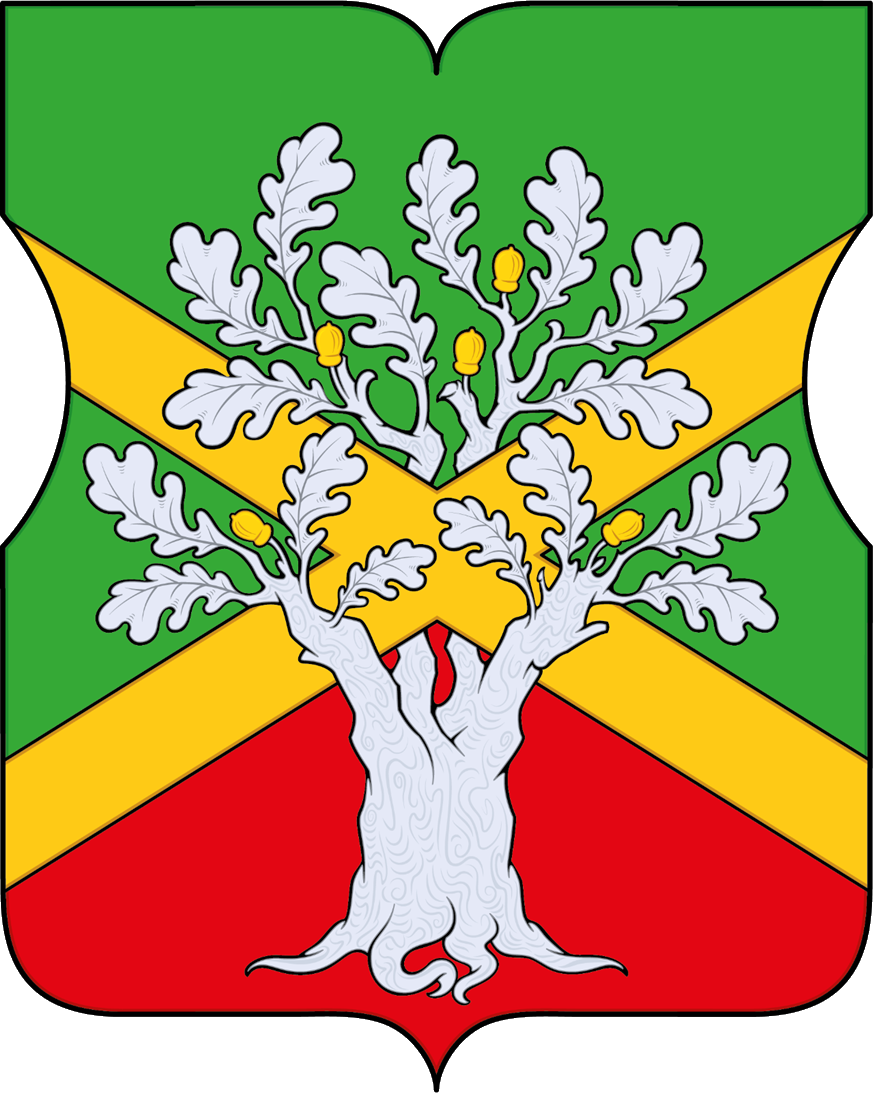
Нынешний герб Ховрина

## Население
| 2002    | 2010    | 2012    | 2013    | 2014    | 2015    | 2016    |
| ------- | ------- | ------- | ------- | ------- | ------- | ------- |
| 79 092  | ↗80 792 | ↗81 711 | ↗83 017 | ↗83 910 | ↗84 384 | ↗85 325 |
| 2017    | 2018    | 2019    | 2020    | 2021    | 2023    | 2024    |
| ↗85 401 | ↗87 845 | ↗89 018 | ↗89 094 | ↗92 287 | ↗93 029 | ↗96 233 |

### Национальный состав
По итогам переписи населения 2020 года проживали следующие национальности (национальности менее 0,1 % и другое, см. в сноске к строке «Другие»):
| Национальность | Численность, чел. | Доля     |
| -------------- | ----------------- | -------- |
| Русские        | 57 041            | 61,81 %  |
| Украинцы       | 532               | 0,58 %   |
| Татары         | 406               | 0,44 %   |
| Армяне         | 286               | 0,31 %   |
| Белорусы       | 165               | 0,18 %   |
| Евреи          | 160               | 0,17 %   |
| Азербайджанцы  | 131               | 0,14 %   |
| Грузины        | 107               | 0,12 %   |
| Другие         | 33 459            | 36,25 %  |
| Итого          | 92 287            | 100,00 % |

## Транспорт
До 2017 года ближайшей станцией метро была «Речной вокзал», находящаяся примерно в километре от западной границы района. От станции метро «Речной вокзал» в Ховрино ходят автобусные маршруты № т58, № 90, № 233, № 445 и другие.
31 декабря 2017 года в районе открылась новая станция Московского метрополитена — «Ховрино», её пассажиропоток рассчитан на 135 тысяч человек в сутки. Также в 2016 году было возобновлено строительство станции «Беломорская» на перегоне между станциями «Речной вокзал» и «Ховрино». 20 декабря 2018 года станция была открыта.
В районе располагается транспортно-пересадочный узел «Ховрино», который включает в себя одноименную станцию метро, железнодорожную платформу и международный автовокзал «Северные ворота». В рамках обустройства ТПУ предполагается строительство перехватывающих стоянок, пешеходного перехода через железнодорожные пути, посадочные платформы с навесами у ж/д станции и возведение эстакады от улицы Дыбенко до Библиотечного проезда для увеличения пропускной способности дорог.
В 2019 году началось благоустройство территории ТПУ – здесь расширены тротуары, установлены новые фонари, скамейки и урны. Вокруг ТПУ разбито 6000 кв. м газонов, проложена велодорожка длиной 5 км, высажены деревья, кустарники, размещены детские и спортивные площадки, зоны тихого отдыха и площадка для выгула собак. В планах – строительство более 3 км пешеходных дорожек через Химкинский лесопарк рядом с улицей Дыбенко и пешеходного маршрута в район Западное Дегунино протяженностью 1,2 км по улицам Новая и Маршала Федоренко (сделают тротуар, установят новые опоры освещения и разобьют газоны).

## Парки и скверы

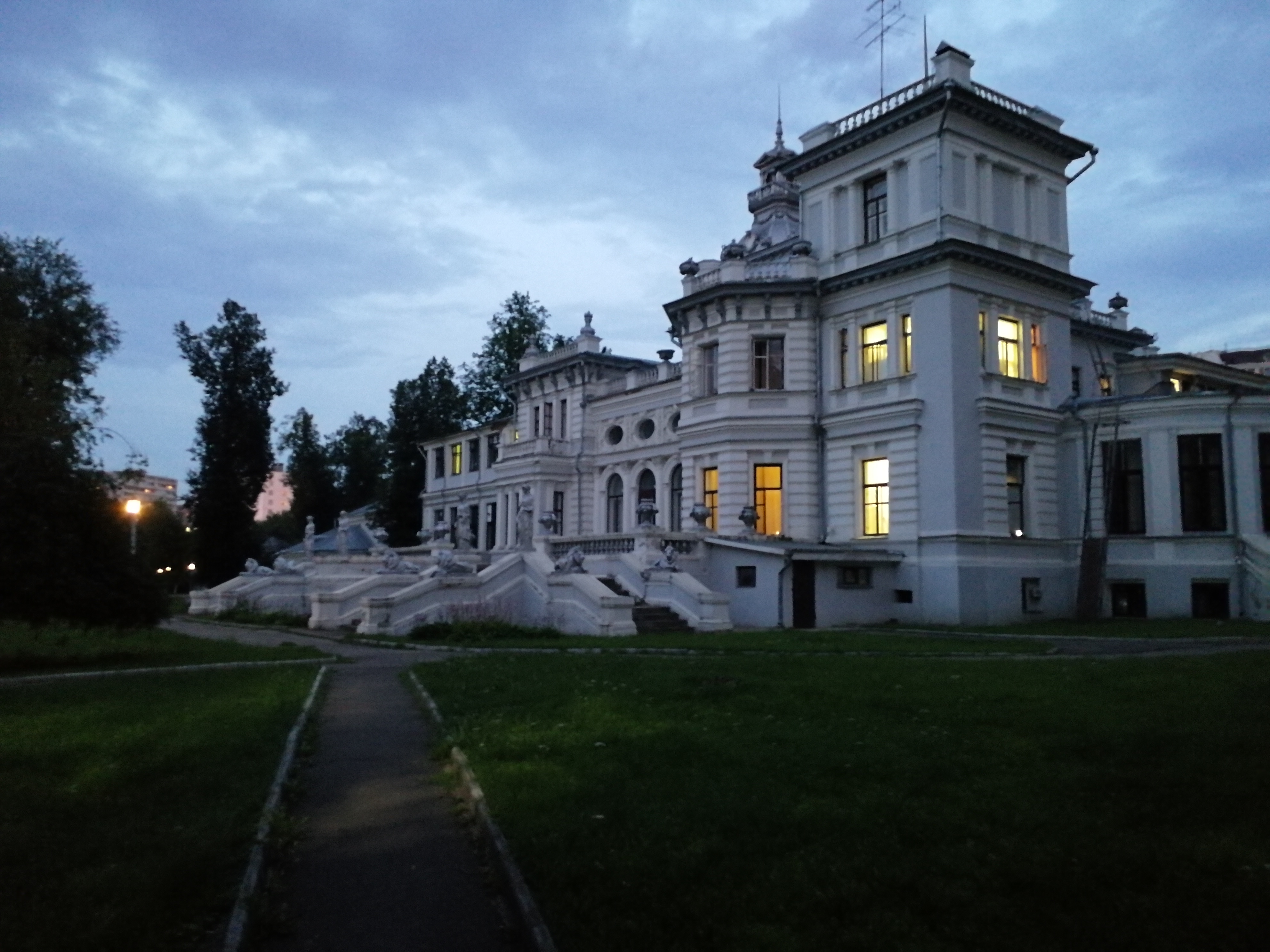
Усадьба Грачевка

### Грачевский парк
Парк является частью усадьбы Грачевка по адресу: Клинская ул., д. 2, стр. 1. Общая площадь территории составляет более 10 гектаров.
Свое название усадьба (и впоследствии парк) получили по фамилии купца Митрофана Грачева и его супруги Варвары, последних владельцев имения.
История усадьбы берет свое начало еще в XV веке, тогда ей владел сын купца Георгий Сафарлин по прозвищу Ховра (неопрятный, нечистоплотный). От этой клички и пошло название образованного здесь села Ховрино, а затем и столичного района. В XVI-XVII веках усадьба принадлежала потомкам Сафарлина из рода Третьяковых-Ховриных. Затем усадьба принадлежала представителям знаменитых дворянских родов — Шереметевым, Голицыным, Головиным, Оболенским. Парковый ансамбль построили на территории Ховрина в XVIII веке, но в 1812 году он был сожжен наполеоновскими войсками . При следующем владельце усадьбы, предпринимателе Евграфе Молчанове, был построен новый господский дом и Знаменская церковь, восстановлен утраченный парк, где также высадили новые деревья и кустарники, а также разбит дачный поселок, где Молчанов сдавал в аренду летние домики. При следующем владельце, купце Панове, господский дом снова сгорел — предположительно, его подожгли местные крестьяне из-за неприязни к Панову. В 1895 году усадьбу купила семья Грачевых. Под впечатлением от здания казино Монте-Карло в Монако, Митрофан Грачев отстроил на территории усадьбы дворец в похожем стиле — автором проекта стал знаменитый архитектор Лев Кекушев. Здесь побывало много представителей интеллигенции тех лет — Петр Чайковский, Алексей Толстой, Владимир Гиляровский, Кирилл Лемох, Валерий Брюсов. После революции 1917 года здание усадьбы передали Петровской сельскохозяйственной академии (будущей Московской сельскохозяйственной академии имени К. А. Тимирязева), затем здесь размещались туберкулезный диспансер, госпиталь для тяжелораненых во время Великой Отечественной войны и Московская областная физиотерапевтическая больница, которая располагается в здании и по сей день под именем Клинический центр восстановительной медицины и реабилитации. В советское время часть усадебного парка была вырублена, а протекающая здесь река Лихоборка была помещена в коллектор — сегодня о реке напоминает лишь подпитываемый ею маленький пруд в северной части парка.
Неподалёку от дворца Кекушева в 1975 году был установлен мемориал «Советским воинам — Защитникам Москвы», который представляет собой белокаменную надгробную стелу на братской могиле советских воинов, павших в боях 1941 года на северо-западных подступах к Москве. На ней вырублен барельеф, запечатлевший эпизод боя, и выгравирована надпись: «Павшим героям в битве великой, насмерть стоявшим в полях Подмосковья, вечная слава и вечная память». Авторы монумента — скульпторы Александр Бурганов, Георгий Жилкин и архитектор Ираида Кадина. Еще один памятник в парке был установлен в 1980-е годы честь солдат и офицеров 8-й гвардейской Панфиловской (316-й) стрелковой дивизии, погибших при защите подступов к Москве на Крюковском направлении в декабре 1941 года. Он представляет собой гранитный обелиск с пояснительной табличкой.
В 2017 году парк был полностью обновлен. Территорию разделили на две части — для активного и спокойного отдыха. Со стороны Клинской улицы обустроили детскую площадку, площадку для игры в мини-футбол и баскетбол, а также воркаут-зону. Со стороны пруда и Зеленоградской улицы обустроили прогулочные дорожки, скамейки и беседки, отреставрировали исторические арки над тропинками и колоннаду. Кроме того, в этой части парка построили небольшую детскую площадку и площадку для выгула собак со снарядами для дрессировки площадью более 1600 квадратных метров.
В Грачевском парке находится старейший дуб Москвы. В 2020 году на основании документов Департамента природопользования и охраны окружающей среды города Москвы было подсчитано, что возраст дерева составляет 432 года. Он расположен рядом с юго-восточной частью Грачевского пруда — идентифицировать дуб можно по установленной возле него информационной табличке.
На ближайшие годы запланировано благоустройство территории, которая располагается через забор от парка вдоль Фестивальной улицы. Ее присоединят к парку, и его общая территория увеличится до 14 гектаров  — общая площадь дополнительного участка составляет 3,5 гектара. До 2013 года здесь стояли гаражи — их снесли во время строительства Северо-Восточной хорды и высадили на их месте хвойные деревья и молодые дубки. В новой части парка дополнительно высадят молодые деревья и кустарники, обустроят прогулочные дорожки и установят скамейки. 

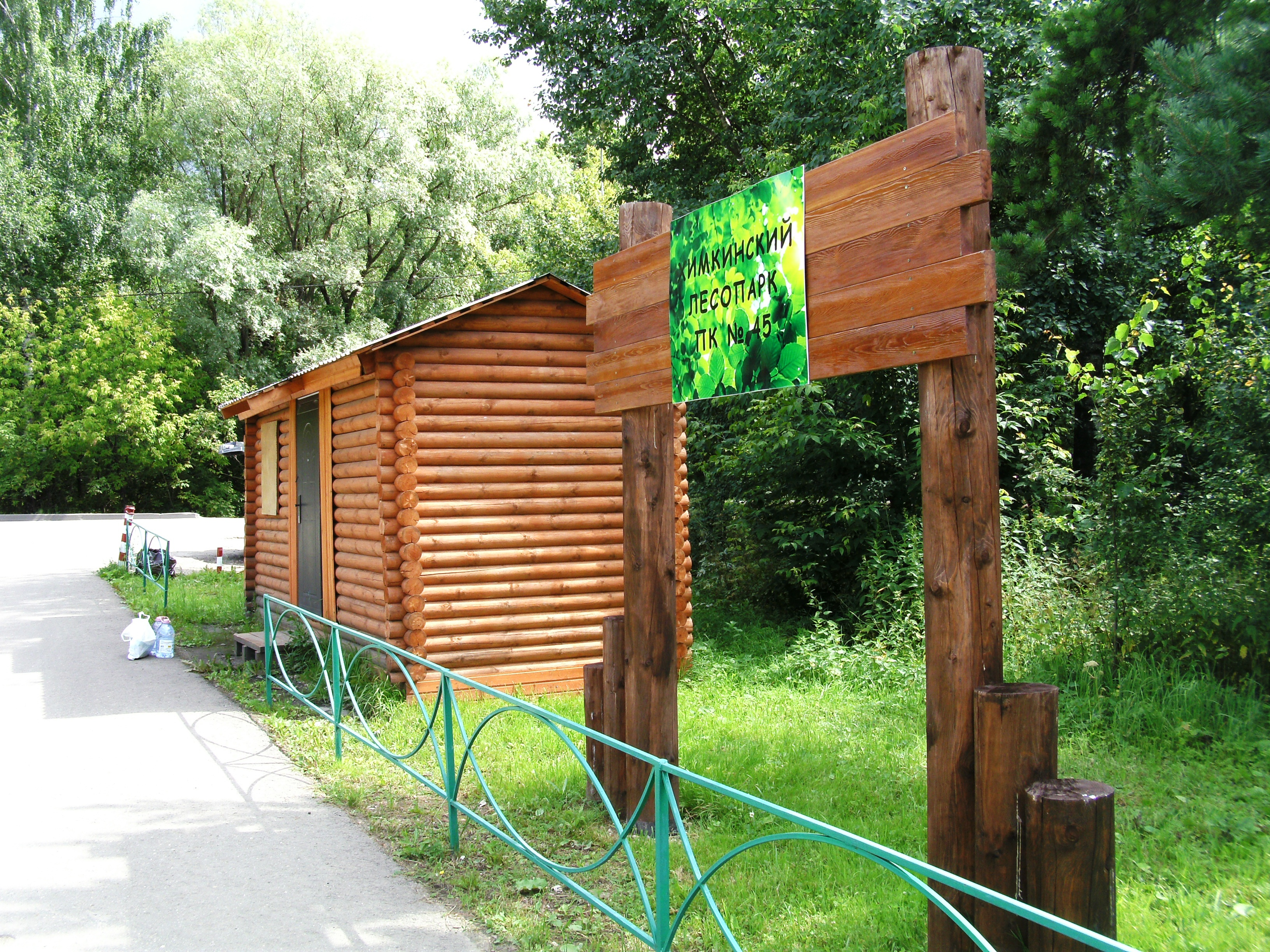
Химкинский лесопарк

### Химкинский лесопарк
Лесопарк площадью около 80 гектаров располагается на территории между МКАД, Библиотечным проездом, улицей Дыбенко и Левобережной улицей. Он был образован в 1935 году. В северной части лесопарка протекает участок реки Воробьевка, приток реки Химки, длиной около 400 метров. На территории также находится памятник природы — мезотрофное болото площадью 0,8 га.
Флора Химкинского лесопарка насчитывает более 185 видов. Парк состоит преимущественно из смешанных хвойно-лиственных лесов. Здесь встречаются березы, дубы, липы, вязы, лиственницы, черемуха, бересклет. Среди растений встречаются также черника и брусника, папоротники, кислица и ландыши. Всего флора Химкинского лесопарка включает более 185 видов растений.
Животный мир лесопарка насчитывает около 45 видов. Здесь водятся кроты, белки, землеройки, тритоны, травяная и остромордая лягушки. Среди птиц встречаются соловьи, пеночки, дрозд рябинник, певчий дрозд, гаичка, пищуха, зарянка и славки.
Для отдыха в лесопарке проложены прогулочные дорожки, обустроены две детские площадки и установлены беседки для пикника.
На территории Химкинского лесопарка сохранился окоп линии обороны Москвы в ходе Великой Отечественной войны, созданный в декабре 1941 года, — его можно найти в северной части парка за Прибрежным проездом. На том месте установлена памятная табличка со словами: «Ополченцам 1941 года от благодарных потомков».
В октябре 2019 года в лесопарке прошло благоустройство. Здесь ремонтировали прогулочные дорожки и тропинки — выровняли слоем из щебня и песка, а сверху выложили слой гранитной крошки. На территории был устранен сухостой и дополнительно посажено около 50 берез, 30 рябин, 20 елей и 10 сосен.

### Народный парк «Ховрино»
Парк был открыт в 2015 году на пересечении улиц Фестивальная и Лавочкина. Его обустроили за два месяца на месте бывшего сквера. Здесь располагается спортплощадка и три детские площадки. На территории высадили цветники, отремонтировали газоны и выложили плиткой около полутора тысяч метров прогулочных дорожек.
В 2021-2022 годах в парке запланировано благоустройство.

### Парк «Березовая роща»
Березняк располагается вдоль улицы Дыбенко рядом с домами 28-36к1. Площадь массива составляет около 2,3 гектаров. В 2019 году территория была обновлена в рамках работ по благоустройству улицы Дыбенко. Здесь обновили прогулочные дорожки, построили большую детскую площадку у домов 32к1 и 36к1 и игровую зону поменьше у дома 28.

## Образование
- Школа № 597 «Новое поколение».
- Школа № 648.
- Школа № 1474.
- Школа № 1590 имени Героя Советского Союза В. В. Колесника.
- Детская музыкальная школа имени А. И. Хачатуряна.
- Детская музыкальная школа имени К. В. Молчанова.
- Православная классическая гимназия во имя иконы Божией Матери «Знамение» в Ховрино.

## Религия и культура
Храм Иконы Божией Матери Знамение в Ховрино

## Характеристика района
- Общая площадь — 437 га[44].
- Общая длина дорог — 11079 тыс. пог. м.
- Площадь зеленых насаждений — 14,66 га.
- Общее население — 88,0 тыс. чел.
- Общая площадь жилого фонда — 2450,2 тыс. м².
- Строений жилых — 239 шт.
- Поликлиники — 4 шт.
- Общеобразовательные школы и колледжи — 7 шт.; музыкальные школы — 1 шт.
- Детские дошкольные учреждения — 16 шт.
- Спортивные площадки — 6 шт[45].

## Органы власти

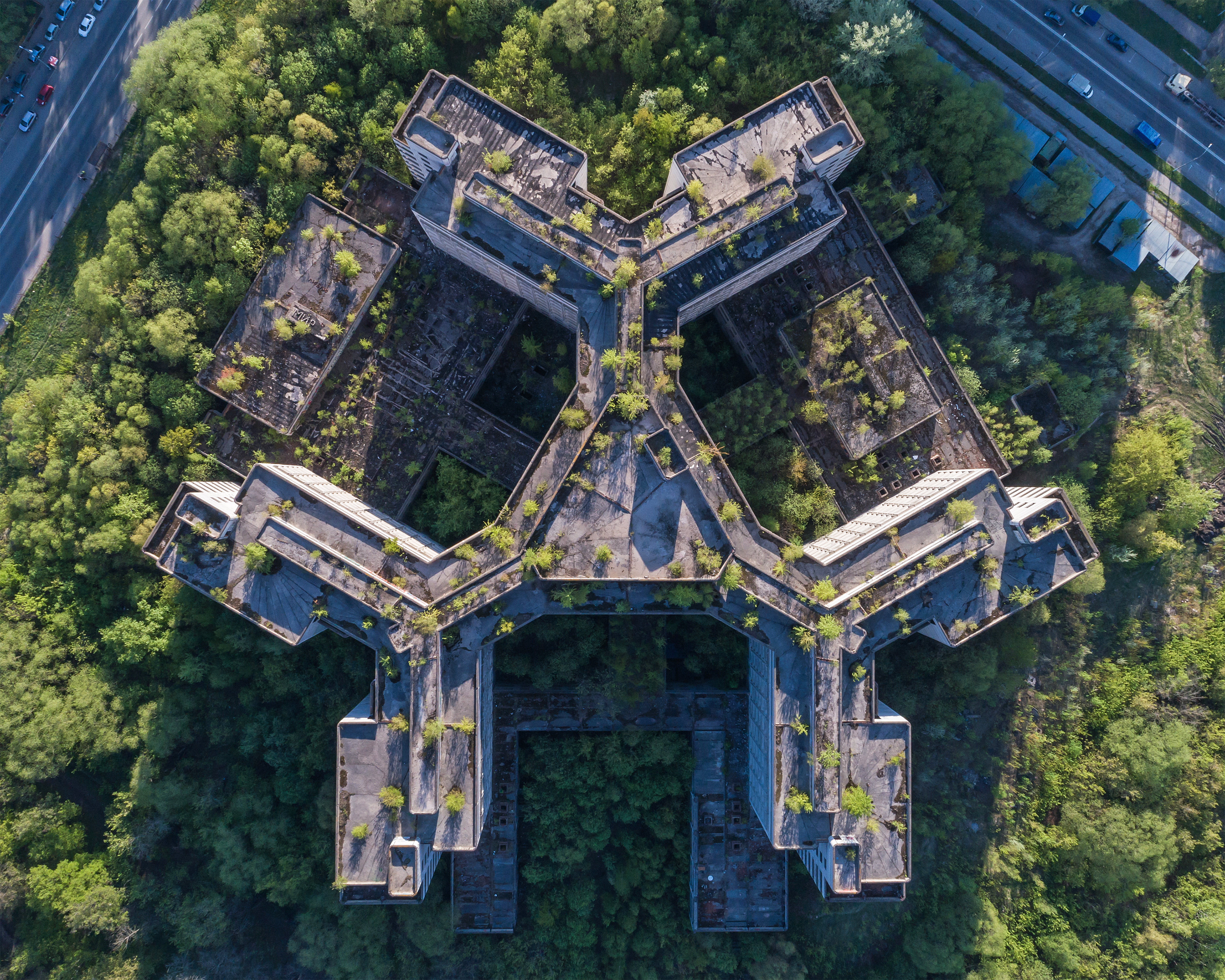
Аэрофотосъёмка заброшенного здания Ховринской больницы.

- Глава муниципального округа Ховрино, Председатель Совета депутатов — Венера Николаевна Громова (с 26 сентября 2018 года).
- Глава управы района Ховрино города Москвы — Виктор Афанасьевич Коль (с 29 октября 2018 года).
- Глава администрации муниципального округа Ховрино — Наталья Юрьевна Знатнова (с 15 апреля 2019 года).

## Ховринская больница
В Ховрино с 1985 года по 2018 год была расположена так называемая «Ховринская больница» — недостроенный объект городской инфраструктуры, ставший источником большого количества «городских легенд». Здание находилось по почтовому адресу улица Клинская, владение № 2. Строительство больницы началось в 1980 году по нестандартному проекту — в виде треугольного креста с разветвлениями на концах, но заморожено через пять лет после начала работ. Объект был заброшен и стал постепенно разрушаться. Заброшенное здание стало неблагополучным местом и причиной частых несчастных случаев, негативно влияя на атмосферу района. Ховринская больница была снесена в конце 2018 года.